# Phytomyza africana
Phytomyza africana är en tvåvingeart som beskrevs av Spencer 1959. Phytomyza africana ingår i släktet Phytomyza och familjen minerarflugor.
Artens utbredningsområde är Tanzania. Inga underarter finns listade i Catalogue of Life.